# 宋集乡 (淮安市)
宋集乡，是中华人民共和国江苏省淮安市淮安区下辖的一个乡镇级行政单位。2018年7月撤消，并入钦工镇。

## 行政区划
宋集乡下辖以下地区：
李码村、高陈村、宋集村、谷尹村、冯王村、条沿村、甘姜村、青莲岗村、三里墩村、大董庄村、后营村和原艺场村。